# Materada
Materada is een plaats in de gemeente Umag in de Kroatische provincie Istrië. De plaats telt 129 inwoners (2001).